# Тоґю
Тоґю (яп. 闘牛), Уши-дзумо, також відоме як уши-дзумо або бичаче сумо, — боротьба биками, як її називають в Японії. Раніше це був традиційний щорічний або сезонний вид спорту, яким займалися горді власники биків, але зараз він проводиться як видовищний вид спорту в різних місцях, таких як префектури Івате, Кагосіма (острови Амамі), Ніїгата, Окінава і Сімане (острови Окі).

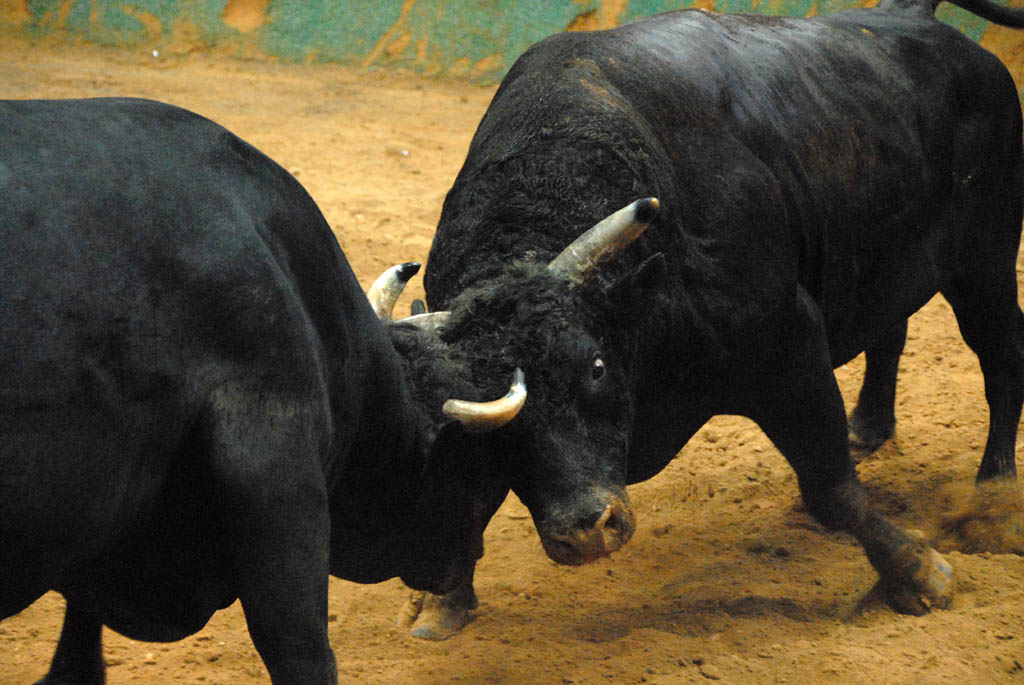
Два бики починають матч в Ісікаві, Окінава

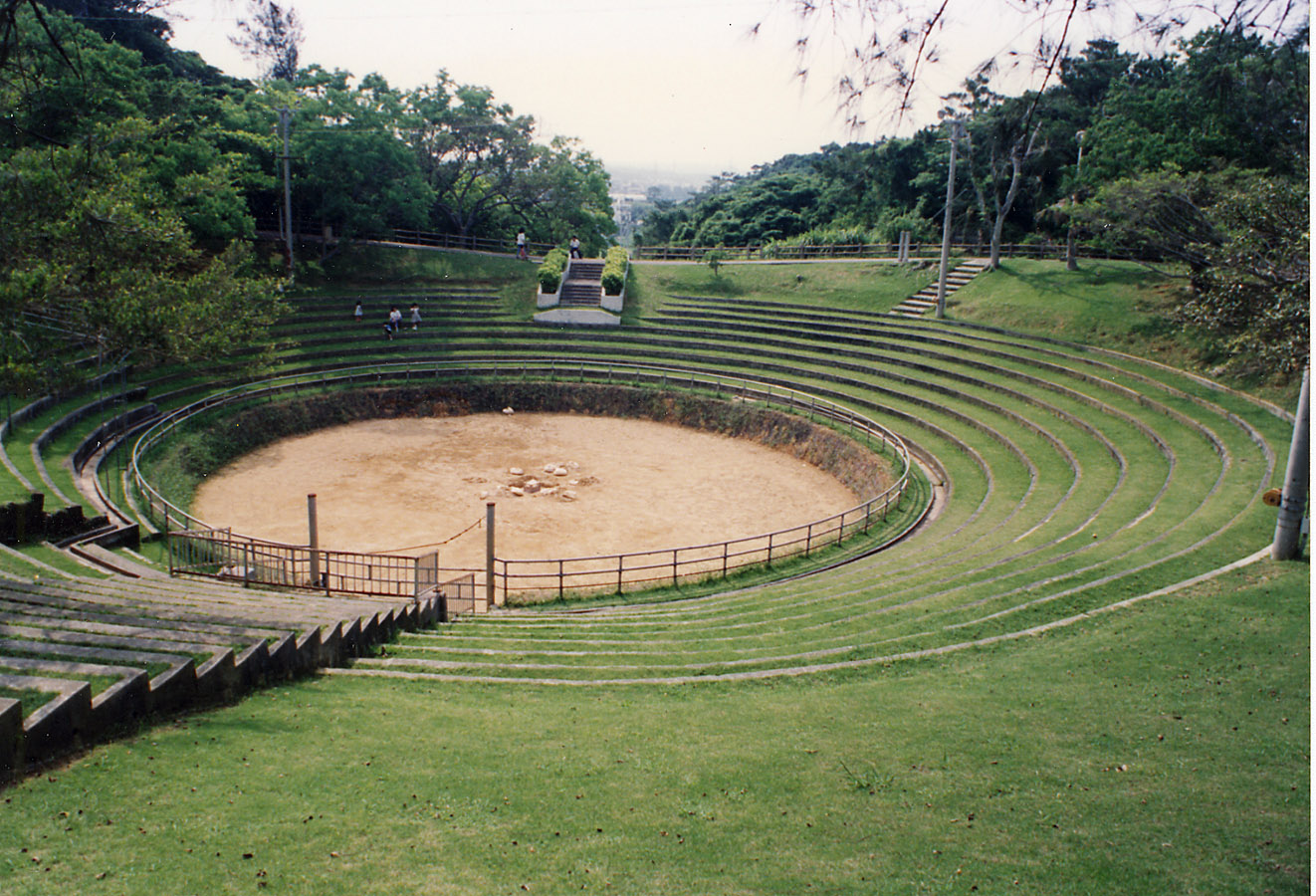
Арена на острові Окінава

Хоча жителі Заходу іноді називають «окінавською коридою», це кардинально відрізняється від іспанського чи португальського стилю кориди, де матчі відбуваються між биком і людиною, при цьому проливається кров. Тоґю має більше спільного з північно-португальським видом спорту chegas і швейцарським видом спорту коров'ячими боями.
Під час поєдинків бики стикаються рогами і намагаються змусити один одного поступитися. У кожного бика є тренер, який допомагає бикам тримати їх у конфлікті та заохочує їхнього бика до перемоги. Матч закінчується, коли один із биків втомлюється і відступає, програючи матч. Тренери дуже дбають про те, щоб бики не завдали шкоди один одному, і бій негайно закінчується, якщо один із них випадково вдарить іншого.

## Історія
Спорт почався принаймні ще в ХІІ столітті, коли селяни змагалися з биками один проти одного як веселий вид спорту. Хоча точний рік, коли тоґю було започатковано, невідомий, у другій половині періоду Мейдзі воно стало популярним на всій Окінаві. У 1907 році тоґю став досить популярним у містах Ітоман, Гусікава, Кацурен і Йонагусуку, щоб почати отримувати висвітлення в місцевих газетах. У період Сьова, до початку Другої світової війни, тоґю досяг нових вершин популярності. Його популярність була настільки великою, що в селі, як кажуть, заборонили його, оскільки селяни проводили надто багато часу, насолоджуючись бійками, замість того, щоб працювати в полі.
Під час кампанії за острови Рюкю під час Другої світової війни бої припинилися, оскільки острови Рюкю стали зоною бойових дій. Лише через кілька місяців після закінчення війни 14 серпня 1945 року знову почалися бої.
Між 1950 і 1960 роками правила були кодифіковані, і для організації заходів почали створюватися конференції. У 1965 році популярність досягла піку, коли одна подія зібрала 10 000 глядачів.
Цей вид спорту глибоко вкорінився в місцевій культурі острова Рюкю Токуносіма, де бої биків є головними культурними подіями, а власники биків використовують своїх биків як маркер соціального статусу. Через важливість тоґю в Токуношімі талісманом острова та багатьма місцевими іконографіями є бик тоґю.

## Рейтинг
Так само, як і в сумо, бики класифікуються за своїми здібностями, причому перше місце в обох видах спорту відоме як йокодзуна. Подібності зберігаються в рейтинговому ланцюжку, оскільки tōgyū відображає умови рейтингу сумо. На відміну від сумо, тут є вагові категорії, тому легші бики не повинні змагатися з важчими.